# Sumitomo Group
Sumitomo Group (住友グループ, Sumitomo Gurūpu) é um conglomerado de empresas (ou keiretsu) do Japão.
A Vallourec & Sumitomo é uma joint venture formada pelo grupo francês Vallourec e pelo japonês Nippon Steel & Sumitomo Metal Corporation (NSSMC).

## História
O grupo foi batizado em homenagem ao seu fundador, Masatomo Sumitomo, que começou suas atividades vendendo remédios e livros em 1630.

## Principais empresas do grupo
- Sumitomo Chemical Co., Ltd.,
- Sumitomo Heavy Industries, Ltd.
- Sumitomo Mitsui Banking Corporation
- Sumitomo Metal Industries, Ltd.
- Sumitomo Metal Mining Co., Ltd.
- Sumitomo Corporation
- Sumitomo Corporation of America
- The Sumitomo Trust & Banking Co., Ltd.
- Sumitomo Life Insurance Co.
- Sumitomo Coal Mining Co., Ltd.
- The Sumitomo Warehouse Co., Ltd.
- Sumitomo Electric Industries, Ltd.
- Nippon Sheet Glass Co., Ltd.
- NEC Corporation
- Sumitomo Realty & Development Co., Ltd.
- Sumitomo Osaka Cement Co., Ltd.
- Sumitomo Light Metal Industries, Ltd.
- Sumitomo Mitsui Construction Co., Ltd.
- Sumitomo Bakelite Co., Ltd.
- Sumitomo Forestry Co., Ltd.
- Sumitomo Rubber Industries, Ltd.